# James Pratt et John Smith

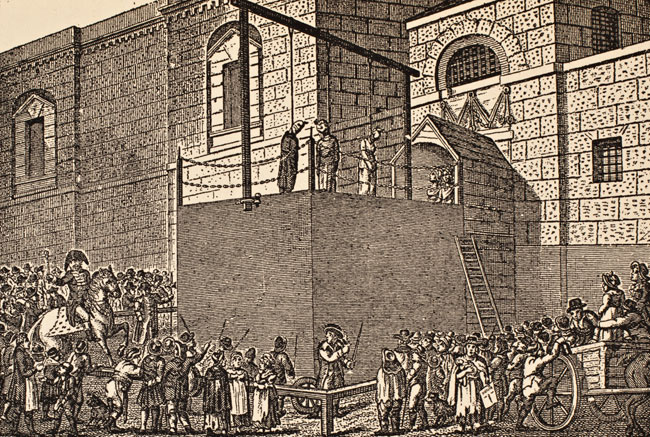
Exécution à l'extérieur de la prison de Newgate, au début du XIXe siècle (gravure).

James Pratt (1805-1835,, également connu sous le nom de John Pratt) et John Smith (1795-1835,) étaient deux hommes londoniens qui, en novembre 1835, sont devenus les deux dernières personnes à être exécutées pour sodomie en Angleterre. Pratt et Smith ont été arrêtés en août 1835 après avoir été observés en train d'avoir des rapports sexuels chez un autre homme, William Bonill.

## Arrestation
William Bonill, âgé de 68 ans, avait vécu pendant 13 mois dans une chambre louée dans une maison près de Blackfriars Road (en), Southwark, Londres. Son propriétaire a déclaré plus tard que Bonill recevait fréquemment des visiteurs masculins, qui venaient généralement par paires, et qu'il a commencé à avoir des soupçons l'après-midi du 29 août 1835, lorsque Pratt et Smith sont venus rendre visite à Bonill. Le propriétaire a grimpé sur le grenier d'une écurie à proximité, où il pouvait voir à travers la fenêtre de la chambre de Bonill, avant de revenir regarder dans la pièce à travers le trou de la serrure. À travers la serrure, le propriétaire et son épouse ont vu Pratt et Smith intimes sexuellement, de sorte que le locataire a décidé d'ouvrir la porte pour les confronter. Bonill était absent, mais il est revenu quelques minutes plus tard avec une cruche de bière. Le propriétaire est allé chercher un policier et les trois hommes ont été arrêtés.

## Procès et exécution
Pratt, Smith et Bill ont été jugés le 26 septembre 1835 à la Cour pénale centrale, par John Gurney, un juge qui avait la réputation d'être indépendant et intelligent, mais aussi dur. Pratt et Smith ont été condamnés en vertu de l'article 15 de l'Offences against the Person Act 1828, qui a remplacé la loi de 1533 sur la Bougrerie, et ont été condamnés à mort,. William Bonill a été reconnu coupable en tant que complice et a été condamné à 14 ans de déportation pénale. James Pratt était jeune marié, et vivait avec sa femme et ses enfants à Deptford, à Londres. Un certain nombre de témoins se sont présentés pour témoigner de son honnêteté. John Smith était originaire de Southwark Christchurch et était décrit pendant les procédures judiciaires et par des articles de journaux comme un ouvrier non marié bien que certaines sources déclaraient qu'il était marié et travaillait en tant que serviteur. Pendant le procès, aucun témoin de moralité ne s'est présenté pour témoigner en sa faveur.
Le magistrat Hensleigh Wedgwood, qui avait amené les trois hommes jusqu'au procès, écrivît au Secrétaire d'État à l'Intérieur, Lord John Russel, plaidant pour une commutation de la peine de mort, déclarant :

« C'est le seul crime où il n'y a aucune injure faite à personne et, en conséquence, il nécessite très peu d'efforts pour être commis d'une manière discrète et avec des précautions qui doivent rendre une condamnation impossible. Il est également le seul crime capital qui est commis par des hommes riches, mais en raison des circonstances que j'ai mentionnées, ces personnes ne sont jamais condamnées. »

— Lord John Russel
Wedgwood a décrit ces hommes comme des « créatures dégradées » dans une autre lettre. Néanmoins, il a fait valoir que la loi était injuste dans leur cas puisque des hommes riches qui souhaitaient avoir des relations sexuelles pouvaient se permettre un espace privé dans lequel le faire avec peu de chances d'être découverts. Pratt et Smith ont été condamnés seulement parce qu'ils ne pouvaient se permettre d'utiliser qu'une chambre dans une maison d'hébergement, dans laquelle ils ont été facilement espionnés.
Le 5 novembre 1835, Charles Dickens et le rédacteur en chef John Black ont visité la prison de Newgate; Dickens a écrit un compte à ce propos dans  Esquisses de Boz  et décrit comment il a vu Pratt et Smith alors qu'ils étaient là-bas en attente :

« Parmi les deux autres hommes à l'extrémité de la chambre, l'un d'eux, qui a été mal vu dans la pénombre, avait le dos vers nous, et s'était baissé sur le feu, avec son bras droit sur la cheminée, et avait sa tête penchée. L'autre était couché sur le rebord de la fenêtre la plus éloignée. La lumière tombait en plein sur lui, et communiquée à son visage pâle et hagard, et les cheveux en désordre, un aspect qui, à cette distance, était horrible. Sa joue reposait sur sa main; et, avec son visage un peu en l'air, et ses yeux fixés devant lui, il semblait avoir inconsciemment l'intention de compter les fentes dans le mur opposé. »

— Charles Dickens, Une visite à Newgate
Le geôlier qui escortait Dickens lui prédit que les deux seraient exécutés et il eut raison. Dix-sept personnes ont été condamnées à mort entre septembre et octobre par la Cour pénale centrale pour des infractions tels que le cambriolage, le vol qualifié et la tentative d'assassiner. Le 21 novembre, tous ont obtenu la rémission de leurs condamnations à mort en vertu du droit de grâce à l'exception de Pratt et Smith. Et ce, malgré un appel à la miséricorde soumis par les épouses des hommes qui a été entendue par le Conseil privé du Royaume-Uni.
Pratt et Smith ont été pendus en face de la prison de Newgate dans la matinée du 27 novembre. La foule des spectateurs a été décrite dans un article de journal comme plus grande que d'habitude; sûrement parce que la pendaison était la première à avoir lieu à Newgate en près de deux ans,. L'événement était suffisamment remarquable pour qu'une affiche soit publiée et vendue. Elle décrit le procès des hommes et comprenait le texte d'une prétendue lettre écrite par John Smith à un ami.
William Bonill était l'un des 290 prisonniers transportés en Australie sur le navire Asia, qui quitte l'Angleterre le 5 novembre 1835 et arrive à la Terre de Van Diemen (maintenant Tasmanie) le 5 juillet 1836. Bonill est mort au Derwent Hôpital Royal dans la Terre de Van Diemen le 29 avril 1841.